# Iglseebach
Der Iglseebach, örtlich auch Mischelbach genannt (nicht zu verwechseln mit dem nahen Igelsbach), ist ein Bach in der Gemeinde Pleinfeld im mittelfränkischen Landkreis Weißenburg-Gunzenhausen in Bayern. Er ist selbst rund 4,3 km lang, zusammen mit dem längeren linken seiner beiden Oberläufe Haselgraben sogar rund 5,8 km und fließt von rechts der Schwäbischen Rezat zu.

## Etymologie
Der Name leitet sich von Blutegeln (Igl mundartlich für Egel) ab, die in den Weihern des Baches leben.

## Geographie

### Verlauf
Der Iglseebach entsteht durch den Zusammenfluss seines rechten Oberlaufs Erbsengraben mit seinem längeren linken Oberlauf Haselgraben auf einer Höhe von 405 m ü. NHN im Wald Tannenloh südwestlich von Mannholz, einem Gemeindeteil von Pleinfeld. Zunächst durchfließt er den Iglseeweiher, einen kleinen See, der zu drei Weihern umgebaut wurde. Anschließend passiert er Mischelbach, unterquert die Bundesstraße 2 und fließt auf einer Höhe von 365 m ü. NHN nordöstlich der Seemannsmühle am Südhang des Berges Knock (382,3 m ü. NHN) von rechts in die Schwäbische Rezat, unweit des auf der gegenüberliegenden Seite einmündenden Brombachs.

### Zuflüsse
Die Zuflüsse werden bachabwärts mit orographischer Richtungsangabe aufgeführt:
- Haselgraben (linker Oberlauf)
- Erbsengraben (rechter Oberlauf)
- Wildwurmgraben (links)
- Steingraben (links)

## Karte
- Topographische Karte Bayern Nord 1:10000